# HD 16417 b
HD 16417 b (또는 화로자리 람다2 b)는 화로자리 방향으로 지구로부터 약 8 3 광년 떨어진 곳에 있는 외계 행성이다. 모항성 화로자리 람다2는 태양과 비슷한 G형 주계열성으로 +6등급 밝기로 빛난다. 이 행성의 최소 질량은 목성의 약 7 퍼센트 정도로 이는 해왕성과 비슷한 값이다. 어머니 항성에 가까이 붙어 있기 때문에 표면 온도는 매우 높을 것으로 보인다. 2009년 2월 23일 발견되었으며, 화로자리에서 발견된 세 번째 외계 행성이었다. 발견 방법은 시선 속도법이다.

## 참고 문헌
- (영어) Simon O'Toole; C. G., Tinney; R., Paul Butler; Hugh R. A., Jones; Jeremy Bailey; Brad D., Carter; Steven S., Vogt; Gregory Laughlin; Eugenio J., Rivera (2009). “A Neptune-mass Planet Orbiting the Nearby G Dwarf HD16417”. 《The Astrophysical Journal》.